# Тарантела (фільм, 1996)
Тарантела (англ. Tarantella) — американська кінострічка 1996 року, режисера Гелен Де Мішель.  

## Сюжет
Діана Ді Сорелл (Міра Сорвіно), успішний і амбітний фотограф, покинула батьківщину і отчий дім багато років тому, приїжджає на похорон матері, з якою не спілкувалася довгі роки. Розбираючи речі своєї мами та бабусі, Діана знаходить «Сімейну хроніку» — рукопис, де описана історія її родини. Вона звертається за допомогою до давньої подруги своєї матері Піне Де Норо, літній самотній жінці, яка стає її вірним другом і провідником у минуле. Разом вони крок за кроком дізнаються історію кохання і вбивства, шлях до свободи і незалежності. Все це допомагає Діані розібратися в собі і примиритися з минулим.

## У ролях
| Актор            | Роль         |
| ---------------- | ------------ |
| Міра Сорвіно     | Діана        |
| Роуз Грегоріо    | Піне Де Норо |
| Меттью Ліллард   | Метт         |
| Френк Пеллегріно | Лу           |
| Стівен Спінелла  | Франк        |
| Маріанн Урбано   | Мати         |
| Антонія Рей      | Бабуся       |
| Мелісса Максвелл | Молода Діана |
| Гаетано Ліско    | Батько       |